# Brzuśnia (województwo łódzkie)
Brzuśnia – wieś w Polsce położona w województwie łódzkim, w powiecie opoczyńskim, w gminie Opoczno.
W latach 1975–1998 miejscowość administracyjnie należała do województwa piotrkowskiego.
Przez miejscowość przepływa rzeczka Brzuśnia, prawobrzeżny dopływ Drzewiczki.